# Магнетохімія
Магне́тохі́мія (рос. магнетохимия, англ. magnetochemistry, нім. Magnetochemie f) — розділ хімії, який вивчає взаємозв'язок електронної, молекулярної та кристалічної будови речовини з її магнітними властивостями. При цьому вимірюється питома магнітна сприйнятливість, розраховується мольна магнітна сприйнятливість.
Магнетохімія розвинулася в перші десятиліття XX ст. Сучасна магнетохімія базується на теорії магнетизму Ван Флека, в методичному плані — на зіставленні теоретичних і експериментальних залежностей магн. сприйнятливості від температури.